# Kampfar
Kampfar är en norsk musikgrupp (black metal/pagan metal) från Fredrikstad. Deras musik kan beskrivas som black metal inspirerad av norsk folklore och natur.

## Historia
Kampfar bildades 1994 av Dolk då han lämnade sitt tidigare band, Mock, och fick sällskap av Thomas. Två år senare släppte duon sin första självbetitlade EP. Detta följdes av lanseringen av bandets första fullängdsalbum Mellom skogkledde aaser 1997. Bandet släppte sitt andra album Fra underverdenen 1999. 
Efter lanseringen av Fra underverdenen tog Kampfar en paus. Bandet blev aktiv igen under 2003, när basisten Jon Bakker och trummisen och sångaren Ask kom med i bandet. Bandet gjorde sitt första framträdande på Moshfest-festivalen 2004 i Halden. Deras album Kvass från 2006 spelades in mellan november 2005 och januari 2006 med producenten Rune Jørgensen i Silver Studio i Gamle Fredrikstad. Bandet använde samma studio och producent igen för Heimgang 2008.
2010 spelade Kampfar in albumet Mare i Abyss Studio i Sverige med producenten Peter Tägtgren. Gitarristen Thomas lämnade bandet redan innan albumet släpptes och ersattes av Ole (Mistur, Emancer) för de kommande livespelningar i Norge, Nordamerika och Europa.
2013 spelade bandet in sitt sjätte studioalbum Djevelmakt, i Abyss Studio, denna gång med Jonas Kjellgren som producent och Peter Tägtgren som ljudtekniker. Djevelmakt släpptes 27 januari 2014. Ett år senare släppte bandet sitt sjunde fullängdsalbum, Profan. Albumet belönades med Spellemannprisen 2015 i klassen "Metal".

## Medlemmar
Nuvarande medlemmar
- Dolk (Per-Joar Spydevold) – trummor (1994–2003), sång (1994– )
- Jon Bakker – basgitarr (2003– )
- Ask (Ask Ty Ulvhedin Bergli Arctander) – trummor, sång (2003– )
- Ole Hartvigsen – gitarr (2011– )

Tidigare medlemmar
- Thomas (Thomas Andreassen) – basgitarr (1994–2003), gitarr (1994–2010)

Turnerande medlemmar
- Ole Hartvigsen – gitarr (2010–2011)
- Endre Moe – basgitarr (2016)
- Tomas Myklebust - trummor (2021-)

## Diskografi
Demo
- 1995 – Promo

Studioalbum
- 1997 – Mellom skogkledde aaser
- 1999 – Fra underverdenen
- 2006 – Kvass
- 2008 – Heimgang
- 2011 – Mare
- 2014 – Djevelmakt
- 2015 – Profan
- 2019 – Ofidians manifest

EP
- 1996 – Kampfar
- 1998 – Norse

Singlar
- 2013 – "Mylder"
- 2014 – "Swarm Norvegicus"
- 2015 – "Icons"
- 2019 – "Ophidian"
- 2019 – "Syndefall"

Samlingsalbum
- 2016 – Trolldomssanger (5 kassett box)